# 577 Рея
577 Рея е астероид, открит през 1905 година. Наречен е на Рея, един от титаните в древногръцката митология. Да не се бърка с естествения спътник на Сатурн Рея.